# Berkheya chamaepeuce
Berkheya chamaepeuce là một loài thực vật có hoa trong họ Cúc. Loài này được (S.Moore) Roessler mô tả khoa học đầu tiên năm 1959.